# Рэй Донован (фильм)
«Рэй Донован» (англ. Ray Donovan: The Movie) — американский художественный фильм 2022 года режиссёра Дэвида Холландера, продолжение одноимённого телесериала со Львом Шрайбером в главной роли. Был номинирован на ряд премий, включая «Эмми».

## Сюжет
Действие фильма происходит в Лос-Анджелесе. Заглавный герой — специалист по противозаконному решению разных проблем богатых и знаменитых людей. Главная задача Донована — найти своего отца Микки, находящегося в бегах, прежде, чем тот нанесёт непоправимый вред себе и своим близким.
Фильм стал продолжением телесериала «Рэй Донован».

## В ролях
- Лев Шрайбер — Рэй Донован;
- Дэш Майхок — Брендан «Банчи» Донован
- Эдди Марсан — Терренс «Терри» Донован, старший брат Рэя
- Пуч Холл — Дэрилл Донован, младший единокровный брат Рэя (от Микки и Клодетт)
- Джон Войт — Микки Донован, отец Рэя
- Аманда Мичалка — молодая Эбби.

## Создание и оценки
Проект был анонсирован в феврале 2021 года. Основные роли получили те же актёры, которые играли в сериале: Лев Шрайбер, Дэш Майхок, Эдди Марсан, Пуч Холл, Джон Войт. Съёмки проходили летом 2021 года в Нью-Йорке, Коннектикуте и Массачусетсе. Премьера состоялась 15 января 2022 года на Snowtime.
На сайте-агрегаторе отзывов Rotten Tomatoes «Рэй Донован» получил рейтинг 86 % со средней оценкой 6.4/10. Рецензенты с этого ресурса констатировали: «Если фильм и не достигает всего того, чего мог бы достичь полноценный заключительный сезон, он, тем не менее, убедительно показывает причины и последствия семейных несчастий главного героя». «Рэй Донован» был номинирован на премии «Эмми» и «Выбор критиков», на премию Голливудской ассоциации кинокритиков.